# Tríptico (álbum)
Tríptico es el título del sexto álbum del cantautor cubano Silvio Rodríguez. Fue grabado en La Habana, Cuba, durante 1984 y lanzado como disco triple en homenaje al primer cuarto de siglo de la Revolución cubana. Actualmente está disponible en tres volúmenes separados (I, II y III).

## Volumen I

### Lista de canciones
Todas las canciones escritas y compuestas por Silvio Rodríguez. 
| Lado A |                                 |          |  |
| N.º    | Título                          | Duración |  |
| 1.     | «Me veo claramente (fragmento)» | 0:42     |  |
| 2.     | «Domingo rojo»                  | 5:30     |  |
| 3.     | «Nuestro tema»                  | 5:00     |  |
| 4.     | «El tren blindado»              | 3:57     |  |
| 5.     | «Mi lecho está tendido»         | 2:35     |  |

| Lado B |                       |          |  |
| N.º    | Título                | Duración |  |
| 6.     | «Camino a Camagüey»   | 6:19     |  |
| 7.     | «El vagabundo»        | 3:22     |  |
| 8.     | «Canción de invierno» | 7:44     |  |

- También conocida como "Casi Gladys, Carmen y un poco de todos"

### Músicos
- Silvio Rodríguez – Guitarra, Voz
- Eduardo Ramos – Bajo
- Frank Fernandez – Piano y Teclados en "Mi Lecho Está Tendido" y "Canción de Invierno"
- Jorge Aragón – Teclados en "Domingo Rojo" y "Camino a Camagüey"
- Frank Bejerano – Batería, Percusión
- Norberto Carrillo – Percusión en "El Tren Blindado y "Canción de Invierno"
- Luis Bayard – Flauta en "Domingo Rojo" y "Camino a Camagüey"
- Pancho Amat – Tres cubano en "El Vagabundo"
- Pablo Menéndez – Guitarra eléctrica en "El Tren Blindado
- Camerata Brindis de Salas – Cuerdas
- Grupo Manguaré – Acompañamiento en "El Vagabundo"
- Yanela Lobos – Arpa en "Me Veo Claramente (Fragmento)

## Volumen II

### Lista de canciones
Todas las canciones escritas y compuestas por Silvio Rodríguez. 
| Lado A |                       |          |  |
| N.º    | Título                | Duración |  |
| 1.     | «Llover sobre mojado» | 7:24     |  |
| 2.     | «Ángel para un final» | 3:44     |  |
| 3.     | «El vigía»            | 3:00     |  |
| 4.     | «El dulce abismo»     | 3:45     |  |

| Lado B |                                          |          |  |
| N.º    | Título                                   | Duración |  |
| 5.     | «Reparador de sueños»                    | 4:34     |  |
| 6.     | «Me veo claramente»                      | 5:45     |  |
| 7.     | «Llueve otra vez»                        | 4:12     |  |
| 8.     | «El tiempo está a favor de los pequeños» | 4:23     |  |

- A Roque Dalton

### Músicos
- Silvio Rodríguez – Guitarra, voz
- Eduardo Ramos – Bajo
- Jorge Aragón – Piano, teclados, batería en "Ángel para un final"
- Frank Bejerano – Batería y Percusión en "Llover sobre mojado", "Reparador de sueños", "Me veo claramente" y "El tiempo está a favor de los pequeños"
- Frank Fernández – Piano y Sintetizador en "Llueve otra vez"
- Jorge Reyes – Bajo en "Llueve otra vez"
- Yanela Lojos – Arpa en "Me veo claramente"
- Ahmed Barroso – Guitarra en "Llueve otra vez" y "Ángel para un final"
- Bernardo – Batería en "Llueve otra vez"
- Hilario Durán – Piano en "Llueve otra vez"
- Pancho Amat – Tres cubano en "El dulce abismo"
- Camerata Brindis de Salas – Cuerdas
- Grupo Manguaré – Acompañamiento en "El dulce abismo"

## Volumen III

### Lista de canciones
Todas las canciones escritas y compuestas por Silvio Rodríguez. 
| Lado A |                      |          |  |
| N.º    | Título               | Duración |  |
| 1.     | «Tu fantasma»        | 7:22     |  |
| 2.     | «Yo soy como soy»    | 6:08     |  |
| 3.     | «Leyenda»            | 3:15     |  |
| 4.     | «Yo te quiero libre» | 3:22     |  |

| Lado B |                                                |          |  |
| N.º    | Título                                         | Duración |  |
| 5.     | «Me acosa el carapálida»                       | 4:45     |  |
| 6.     | «Mi lecho está tendido (versión instrumental)» | 3:33     |  |
| 7.     | «La gota de rocío»                             | 3:34     |  |
| 8.     | «Qué signo lleva el amor»                      | 5:05     |  |
| 9.     | «Canción para mi soldado»                      | 3:22     |  |

- A los cubanos caídos en Angola

### Músicos
- Silvio Rodríguez: guitarra, voz
- Eduardo Ramos: bajo en "Yo Soy Como Soy", "Yo Te Quiero Libre" y "Qué Signo Lleva el Amor"
- Jorge Reyes: bajo en "Me Acosa el Carapálida", bajo adicional en "Qué Signo Lleva el Amor"
- Jorge Aragón: teclados en "Yo Soy Como Soy" y "Yo Te Quiero Libre", sintetizador en "Qué Signo Lleva el Amor"
- Frank Bejerano: batería en "Yo Soy Como Soy" y "Yo Te Quiero Libre"
- Bernardo: batería en "Me Acosa el Carapálida" y "Qué Signo Lleva el Amor"
- Hilario Durán: teclados en "Me Acosa el Carapálida"
- Pablo Menéndez: guitarra con phaser en "Leyenda"
- Yoyi: Percusión en "Me Acosa el Carapálida"
- Frank Fernández: piano en "Mi Lecho Está Tendido (Versión Instrumental)"
- José María Vitier: piano en "Qué Signo Lleva el Amor"
- Pancho Amat: tres cubano en "Canción para mi Soldado"
- Grupo Manguaré: acompañamiento en "Canción para mi Soldado"
- Anabell López: segunda voz en "La Gota de Rocío"
- Pablo Milanés: segunda voz en "Canción para mi Soldado"
- Camerata Brindis de Salas: cuerdas

## Equipo de producción
- Grabado en el estudio de grabación de la EGREM (La Habana, Cuba) en 1984.
- Producción: Eduardo Ramos
- Arreglos: Eduardo Ramos, Frank Fernández, Pancho Amat y Silvio Rodríguez
- Ingeniero de sonido: Jerzy Belc